# Colegio Regent's Park
El Colegio Regent's Park (inglés: Regent's Park College) es un colegio universitario bautista en Oxford (permanent private hall de la Universidad de Oxford), Inglaterra, Reino Unido. Está afiliado a la Unión Bautista de Gran Bretaña.

## Historia

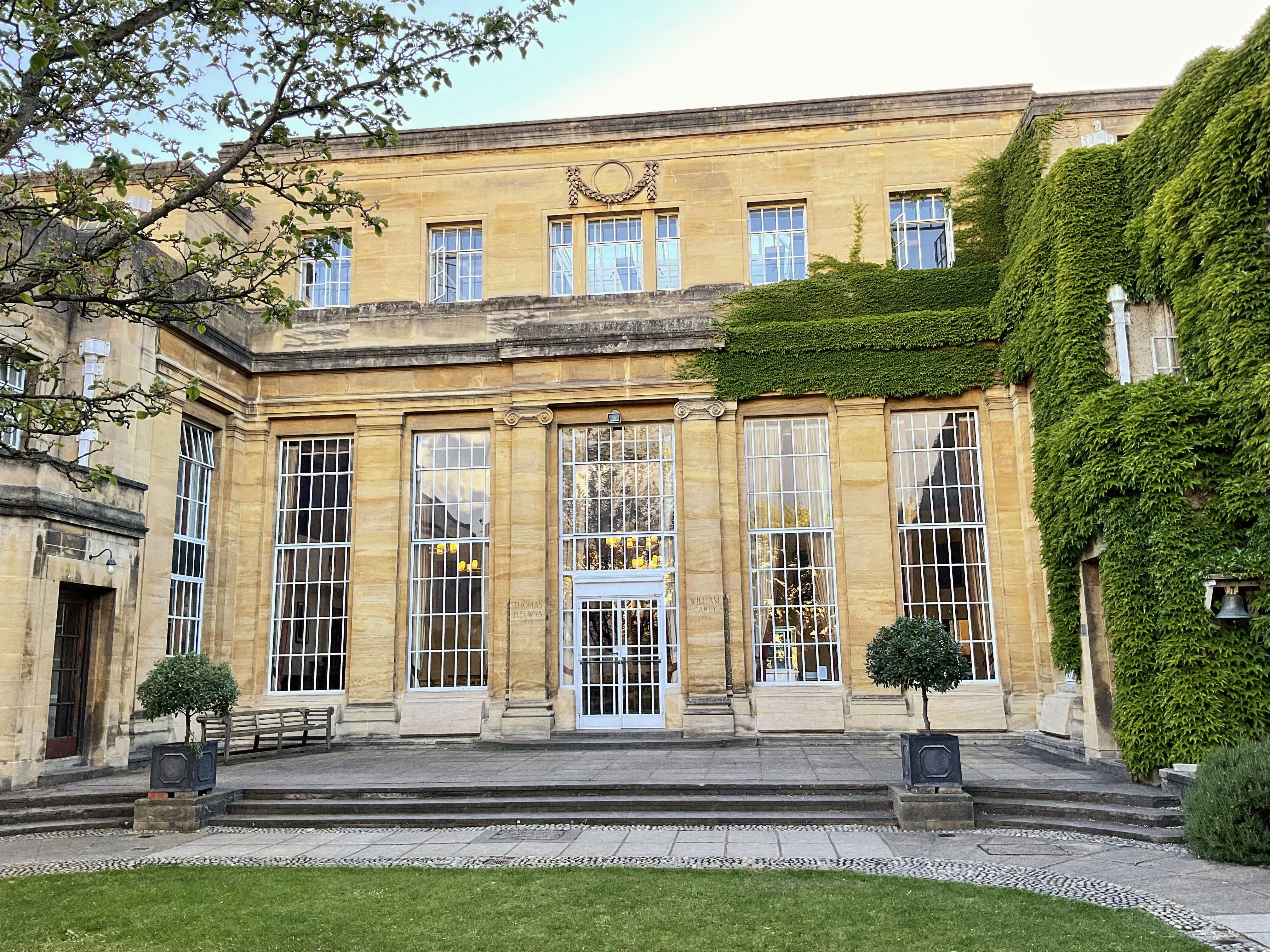
Colegio Regent's Park en Oxford.

La escuela tiene sus orígenes en la fundación del Baptist College, Stepney en el East End de Londres por la Sociedad de Educación Bautista de Londres en 1810.  En 1927 se trasladó al campus de la Universidad de Oxford. En 1957 se convirtió en una sala privada permanente de la Universidad de Oxford. 

## Programas
La escuela ofrece programas en artes, humanidades y teología evangélica.

## Socios
La escuela es un socio de la Unión Bautista de Gran Bretaña. 